# Pocco Duoduo
Pocco Duoduo – elektryczny samochód osobowy klasy miejskiej produkowany pod chińską marką Pocco w latach 2021–2022.

## Historia i opis modelu

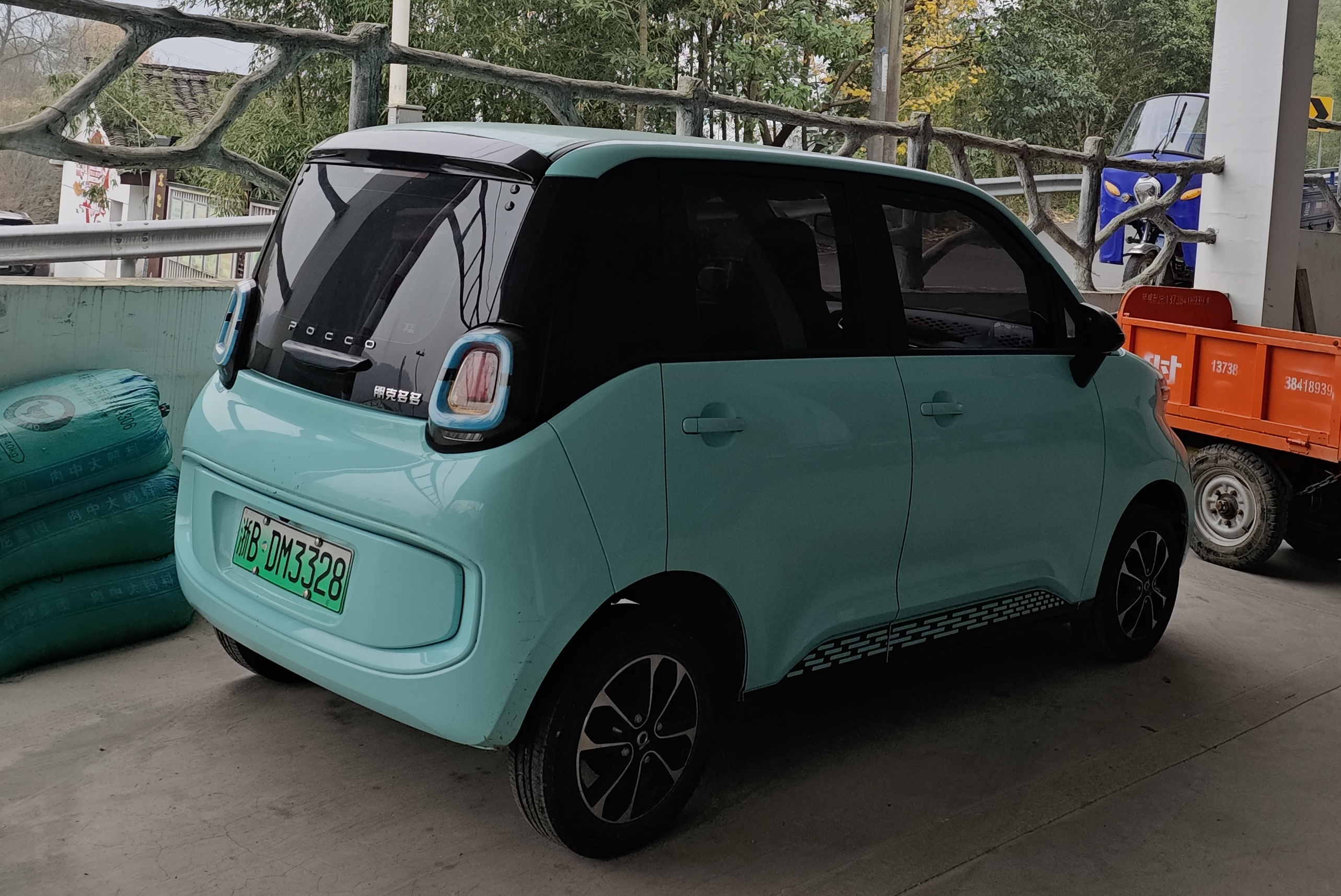
Pocco Duoduo - tył

W maju 2021 chiński producent niewielkich samochodów elektrycznych Pocco przedstawił swój drugi model w postaci 5-drzwiowego hatchbacka o nazwie Duoduo. Samochód zyskał obłą, smukłą sylwetkę z wysokim, 5-drzwiowym nadwoziem wyróżniającym się dwubarwnym malowaniem. 
Pomimo niewielkich wymiarów zewnętrznych, producent obrał za priorytet wygospodarowanie releatywnie przestronnego wnętrza z maksymalną pojemnością 987 litrów ze złożoną kanapą drugiego rzędu siedzeń. Wśród elementów standardowego wyposażenia znalazł się m.in. wskaźnik ciśnienia w oponach, system ABS i wyświetlacz dotykowy systemu multimedialnego. 

### Sprzedaż
Sprzedaż Pocco Duoduo, podobnie jak w przypadku mniejszego Meimei, została okrojona wyłącznie do wewnętrznego rynku chińskiego. Pierwsze egzemplarze zaczęto dostarczać do klientów w lipcu 2021.

### Dane techniczne
Pocco Duoduo to samochód w pełni elektryczny, który napędzany jest silnikiem o mocy 39 KM z maksymalnym momentem obrotowym 110 Nm. Pozwala to rozpędzić się maksymalnie do 100 km/h. Bateria o pojemności 9,2 kWh lub 14 kWh umożliwia przejechanie na jednym ładowaniu kolejno 120 lub 170 kilometrów według procedury pomiarowej NEDC.